# Dulce Kanela
Dulce Kanela eller Dulce Canela, född 25 juli 1995, är artistnamnet för en mexikansk fribrottare (luchador) från Monterrey, Nuevo León. Kanela brottas i Lucha Libre AAA Worldwide (AAA) sedan 2019, och även i det största Monterreybaserade förbundet KAOZ Lucha Libre.
Kanela är homosexuell och har hävdat att självförsvarsträning för att förebygga mobbning var vad som fick honom att intressera sig för kampsport generellt och senare fribrottning..

## Karriär
Kanela har brottats sedan åtminstone 2011, och har hållit till i lokala förbund i Monterrey, Reynosa och andra städer i nordöstra Mexiko.
Dulce Kanela debuterade i AAA den 30 november 2019 vid ett evenemang i Veracruz och brottades även på pay-per-view evenemanget TripleMania Regia i hemstaden Monterrey en dag senare.
Sedan 14 juni 2020 håller Kanela titelbältet Campeonato Feminil de KAOZ. Under hösten 2020 deltog Dulce Kanela tillsammans med sin lagkamrat Komander i talangsökningsturneringen Luchando X un sueño. De tog sig vidare till semifinal den 27 september 2020.